# Jacob Soetendorp
Jacob (Jaap) Soetendorp (Amsterdam, 5 juli 1914 –  Frederikshavn, 28 juli 1976) was een Nederlandse rabbijn. In het Jodendom behoort hij tot de liberale richting. Als geen ander gaf Soetendorp het liberale Jodendom in Nederland een herkenbaar gezicht.

## Familie
Soetendorp werd in Amsterdam geboren als zoon van Abraham Soetendorp, manufacturenwinkelier en later als arbeider in een slopersbedrijf werkzaam, en Jansje van der Glas. Hij huwde op 11 januari 1940 met Maria Blits (1913-1982), kostuumnaaister. Uit dit huwelijk werden drie zonen - van wie twee ook rabbijn werden, Awraham Soetendorp en David Soetendorp - en een dochter geboren. Op 14 juli 1952 verkreeg hij de Israëlische nationaliteit, met behoud van het Nederlanderschap.

## Amsterdam
Soetendorp groeide op in Amsterdam als oudste zoon in een arm gezin met vier kinderen. Enkele jaren na zijn geboorte verhuisde de familie van Rapenburg naar Kattenburg. Daar waren de Soetendorps de enige joodse familie in de wijk. Als kind van uitgesproken voorstanders van openbaar onderwijs ging Jaap naar de openbare lagere school in de Valkenburgerstraat. Voor het godsdienstonderricht bezocht hij vanaf zijn zesde het nabijgelegen Nederlands Israëlitisch Seminarium in de Rapenburgerstraat.
Op twaalfjarige leeftijd koos Jaap voor de voltijdse opleiding tot rabbijn aan het Seminarium, waar hij met de latere "keizer van het jiddische lied" Leo Fuld de schoolbank deelde. Na in 1941 het diploma van godsdienstleraar (maghid) te hebben behaald, werd hij aangesteld als pastoraal jongerenwerker bij de Nederlands-Israëlietische Hoofdsynagoge in Amsterdam. De Soetendorps doken uiteindelijk onder op een boerderij nabij het Oost-Brabantse Deurne, hun drie maanden oude zoon Awraham brachten zij onder in Velp. Na zich vervolgens schuil te hebben gehouden in Bussum zat het echtpaar vanaf het najaar van 1944 in Amsterdam ondergedoken. Na de bevrijding trad hij in juni 1945 in dienst van het Nieuw Israëlietisch Weekblad (NIW), eerst als medewerker, maar vanaf mei 1946 als redacteur binnen- en buitenland.

## Israël
Soetendorp bezocht het Mandaatgebied Palestina voor het eerst in november 1947 als hoofdredacteur van het NIW. In oktober 1948 emigreerde hij met het eerste schip dat vanuit Amsterdam naar Israël vertrok. Soetendorp vestigde zich met zijn gezin - dat inmiddels drie zoons telde en in 1950 nog met een dochter zou worden uitgebreid - in Jeruzalem, waar hij leraar geschiedenis werd op een gymnasium. In 1952 werd Soetendorp Israëlisch staatsburger, met behoud van de Nederlandse nationaliteit. Eind december 1953 keerde de familie terug naar Nederland.

## Terug naar Nederland
Na een kortstondige aanstelling als godsdienstonderwijzer bij de orthodoxe joodse gemeente in Utrecht werd Soetendorp in 1954 voorganger van de Liberaal Joodse Gemeente in Amsterdam. Als blijk van waardering voor zijn rol bij de opbouw van het liberale jodendom - en zijn boekpublicaties - verleende het Hebrew Union College in New York hem in 1963 een eredoctoraat in de godgeleerdheid. In 1966 had de inwijding van de eerste nieuwgebouwde synagoge na de bevrijding plaats door Soetendorp. Door zijn publieke optredens groeide Soetendorp uit tot een nationale figuur.

## Zweden
Begin 1974 scheidde Soetendorp - inmiddels 59 jaar oud - na toenemende fricties en het aanknopen van een relatie met een andere dame van zijn bij vlagen depressieve vrouw Mirjam. Kort daarna verhuisde hij naar Zweden, waar hij tot aan zijn overlijden in 1976 het ambt van rabbijn bij de Einheitsgemeinde in Göteborg bekleedde. Daarnaast bleef hij journalistiek werk verrichten, onder meer voor dagblad De Telegraaf en weekblad Accent. Tijdens een kort verblijf in Denemarken werd hij getroffen door een hartaanval. Hij overleed daar op 62-jarige leeftijd. 

## Publicaties
- Een staat herrijst ... : Indrukken uit het Joodse Land na de beslissing van de U.N.O (Amsterdam: Joachimsthal, 1948)
- Schepping en ondergang in het oude Oosten (Bussum: Moussault, 1956; met een voorwoord van prof. dr. P.A.H. de Boer)
- Symboliek der joodse religie : Beschrijving en verklaring der gebruiken in het joodse leven (Zeist: De Haan, 1958; 3e herziene druk met een voorwoord van Awraham Soetendorp, 's-Gravenhage: BZZTôH, 1990)
- Ontmoetingen in ballingschap (Zeist: De Haan, 1964-1965; 2 delen: Palladium paperback nrs. 14, 22)
- De wereld van het optimisme: Het jodendom in wezen en verschijning (Bussum: De Haan, 1970)